# Филип фон Геминген (1702 – 1785)
Филип фон Геминген (на немски: Philipp von Gemmingen; * 22 юли 1702 в Дурлах; † 20 февруари 1785) е благородник от 2. клон Бонфелд-Гутенберг, фрайхер на Геминген-Гутенберг в Бонфелд (част от Бад Рапенау), основава 3. клон (Гутенберг) на II. линия (Геминген, Гутенберг) на фамилията на фрайхерен фон Геминген. Той е директор на „Рицарския кантон Крайхгау“ и рицарски хауптман на „Рицарския кантон Оденвалд“.
Той е най-малкият син на Фридрих Кристоф фон Геминген (1670 – 1702), „обер-щалмайстер“ и „оберст-вахтмайстер“ на Маркграфство Баден-Дурлах, и съпругата му Бенедикта Хелена фон Геминген (1674 – 1746), дъщеря на Райнхард фон Геминген (1645 – 1707) и фрайин Мария Елизабета фон Найперг (1652 – 1722). Баща му Фридрих Кристоф фон Геминген е убит на 32 години на 4 октомври 1702 г. в Битката при Фридлинген.
Брат е на Фридрих Казимир (1694 – 1744), основава 1. клон (Бонфелд Обершлос), и Райнхард (1698 – 1773), основава 2. клон (Бонфелд Унтершлос). Филип основава 3. клон (Гутенберг). Филип наследява замък Гутенберг и заедно с братята си е собственик на една трета от Бонфелд.
При смъртта на баща му Филип е едва на три месеца. През 1716 г. той влиза в княжеското училище в Хале и през 1720 г. в университета, където преподава Кристиан Томазиус. След завръщането му в замък Гутенберг той става през 1725 г. адютант на генерал-фелдцойгмайстер Фридрих Хайнрих фон Зекендорф (1673 – 1763). През 1726 г. той пътува в Италия и след това се връща обратно в Гутенберг. След това той дълго пътува през Холандия, Брабант, Фландрия и Франция и през 1733 г. е придружител на принц фон Хоенлое-Вайкерсхайм през тези страни и Англия. През 1738 г. той е един от 16 васали, които носят саркофага на починалия маркграф Карл III Вилхелм фон Баден-Дурлах († 1738) в гробницата в Карлсруе. През 1744 г. той защитава интересите на Рицарския кантон Крайхгау при конвент в Епинген като рицарски съветник, пред идващите от Бавария войски на Карл Александър Лотарингски. През 1757 г. той става директор на Рицарския кантон Крайхгау. Той напуска директориума, когато 1777 г. става рицарски хауптман на Рицарския кантон Оденвалд, към който също принадлежи заради своята собственост в Нидерщайнах.
Той се жени 1731 г. за Елизабета Маргарета фон Ракнитц, която донася в брака части от Горния дворец в Талхайм в Хайлброн. Заедно с брат си Райнхард фон Геминген (1698 – 1773) той построява през 1767 г. новата евангелска църква на Воленберг (в Бад Рапенау). Освен това Филип купува от Дитрих фон Геминген-Фюрфелд неговата половина от Гутенберг и Некармюлбах за ок. 40 000 гулден, по-късно също Фюрфелдската половина от Хюфенхардт и една четвърт от Келбертсхаузен.
След смъртта 1773 г. на Райнхард през 1776 г. отново се състои наследствена подялба в клон Бонфелд-Гутенберг, която е подготвена и ръководена от Филип. Той получава тогава Гутенберг с Некарюлбах, Хюфенхардт, Воленберг, Келбертсхаузен и една шеста от Зигелсбах също Дамхоф. Неговият племенник Карл Фридрих Райнхард (1739 – 1822) получава новопостроения дворец Обершлос в Бонфелд, племенникът му Лудвиг Еберхард (1750 – 1841) получава събарящия се вече Унтершлос и 6 000 гулден, с които по-късно реновира този дворец.
Когато Филип през 1782 г. съставя своето завещание той притежава над 200 000 гулден. Той е погребан в капелата на замък Гутенберг. Понеже неговите деца умират без мъжки наследници, наследството му малко по-късно отива на клон Бонфелд-Унтершлос, на Лудвиг Еберхард фон Геминген-Гутенберг (1750 – 1841) и неговите наследници.

## Фамилия
Филип фон Геминген се жени 1731 г. с Елизабет Маргарета фон Ракниц (1714 – 1783). Те създават „3. клон (Гутенберг)“. Те имат децата:
- Мария Елизабета (*/† 1733)
- Фридерика Доротея (1735 – 1800), манастирска дама в Оберщенфелд
- Кристоф Дитрих (1736 – 1800), женен за Мария Лукреция фон Масенбах
- Филип (1738 – 1800), женен 1773 г. за Фридерика Кристиана Флорентина Фойт фон Залцбург († 1799)
- Еберхард Лудвиг (1740 – 1741)
- Мария София (1741 – 1742)
- Юлиана Елизабета (1742 – 1803)
- Фридрих Лудвиг (1744 – 1766), умира млад при яздене
- Карл Райнхард (1747 – 1836), женен (1796 – 1799) за графиня Каролина Сабина фон Платен-Халермунд
- Еберхард (1748 – 1751)